# مهرجان الجنادرية
المهرجان الوطني للتراث والثقافة أو مهرجان الجنادرية هو مهرجان تراثي وثقافي يقام في المملكة العربية السعودية منذ عام 1405 هـ / 1985 وكانت الدورة الأولى للمهرجان في 24 مارس 1985، غالباً ما يقام في فصل الربيع بشهري فبراير ومارس، ويجذب العديد من الزوار داخل وخارج المملكة. كان يقام تحت إشراف وزارة الحرس الوطني لمدة 34 سنة، حتى أُسندت إقامة فعالياته في العام 2019 إلى وزارة الثقافة في السعودية التي تأسست في 2018، ويضم المهرجان قرية متكاملة للتراث والحلي القديمة والأدوات التي كان يستخدمها المواطن السعودي في بيئته قبل أكثر من خمسين عاماً ومعارض للفنون التشكيلية.

## التسمية
الجنادرية اسم لروضة كانت تسمى قديما أيضا روضة سويس، وهي من الروضات التابعة لوادي السلي بمنطقة الرياض، تبعد عن العاصمة الرياض مسافة 50 كيلومترًا في الجهة الشمالية الشرقية، وكان يقصدها الأهالي في الماضي بعد هطول الأمطار وفي أيام الربيع.
ومعنى جندر في اللغة أعاد رونق الشيء بعد ذهابه، والجندرة آلة خشبية تتخذ لصقل الملابس وبسطها.

## رصد تاريخي
تعد المهرجانات الوطنية للتراث والثقافة التي كانت تنظمها وزارة الحرس الوطني في ضاحية الجنادرية كل عام مناسبة تاريخية في مجال الثقافة ومؤشراً تتخذه السعودية للدلالة على الاهتمام بالتراث والثقافة والتقاليد والقيم العربية الأصيلة.
كما تعد مناسبة وطنية تظهر في نشاطاتها صور التاريخ السعودي. ويهدف المهرجان إلى التأكيد على الهوية العربية والإسلامية للمملكة العربية السعودية من خلال تأصيل الموروث الوطني في جوانب ومحاولة الإبقاء والمحافظة عليه للأجيال القادمة.
ويقام المهرجان برعاية ملك المملكة العربية السعودية تأكيدا لعملية ربط التكوين الثقافي المعاصر للإنسان السعودي بالميراث الإنساني الذي يشكّل جزء كبيرا من تاريخ البلاد.
ويشترك في تنظيم المهرجان وفي الأنشطة المقامة عدة قطاعات حكومية وأهلية

ومن أولويات الجانب التراثي بالمهرجان إبراز أوجه التراث الشعبي المختلفة متمثلة في الصناعات اليدوية والحرف التقليدية بهدف ربطها بواقع الحاضر المعاصر والمحافظة عليها كهدف من أهداف المهرجان الأساسية وإبرازها لما تمثله من إبداع إنساني تراثي وعريق على مدار أجيال سابقة إضافة إلى أنها تعتبر عنصر جذب جماهيري للزائرين.
ويبرز المهرجان الذي كان ينظمه الحرس الوطني في الجنادرية تنامي رسالة الحرس الوطني الحضارية في خدمة المجتمع السعودي التي تحاكي رسالته العسكرية في الدفاع عن المملكة. منذ يوليو 2019 قررر مجلس الوزراء نقل مهمة إقامة وتنظيم فعاليات الجنادرية، من وزارة الحرس الوطني إلى وزارة الثقافة.
ويستعرض التقرير التالي نبذه عن المهرجانات الوطنية للتراث والثقافة التي نظمها الحرس الوطني في الجنادرية خلال عشرين عاما الماضية التي بدأت عام 1405 هـ / 1985.

### جنادرية 1
حقق المهرجان الوطني الأول للتراث والثقافة الذي افتتح في 2 رجب 1405 هـ / 24 مارس 1985 واستمر حتى 13 رجب 1405 هـ / 3 أبريل 1985 من خلال نشاطاته المتنوعة بعضاً من أهدافه المرسومة في تأكيد الاهتمام بالتراث السعودي وتذكير الأجيال به وتوسيع دائرة الاهتمام بالفكر والثقافة وكذلك الحفاظ على معالم البيئة المحلية بما تحمله من دروس وتجارب، وأكد هذا النجاح أهمية التوسع في برامج المهرجان فتم إنشاء قرية متكاملة للتراث تضم مجمعا يمثل كل منطقة من مناطق المملكة ويشتمل على بيت وسوق تجاري وطريق وبها معدات وصناعات ومقتنيات قديمة. حيث شهد في المهرجان في بدايته أكثر من نصف مليون زائر، وتم إنشاء قرية متكاملة للتراث تضم مجمًعا يمثل كل منطقة من مناطق السعودية يتكون من بيت وسوق تجارى، وطريق يتضمن معدات وصناعات ومقتنيات وبعض البضائع القديمة وعرفت بعد ذلك بقرية الجنادرية وأصبح المهرجان يسمى لاحقاً بالجنادرية.

### جنادرية 2
وفي 2 رجب 1406 هـ / 13 مارس 1986 افتتح المهرجان الوطني الثاني للتراث والثقافة واختتم بعد أسبوعين من البرامج والنشاطات الثقافية والفنية والشعبية شهدها أكثر من نصف مليون زائر، ونفذت اللجنة الثقافية في هذا المهرجان عددا من الندوات والمحاضرات والأمسيات الشعرية شارك فيها عدد من الأدباء العرب حضرها حشد من المفكرين والكتاب العرب الذين دعاهم الحرس الوطني وبلغ عددهم من داخل المملكة وخارجها أكثر من مائة كاتب ومفكر، كما نفذت اللجنة الفنية برنامجا مكثفا في العروض الشعبية شاركت فيه ثلاثة عشر فرقة شعبية مثلت مختلف مناطق المملكة في حين نفذت لجنة الأدب الشعبي برنامجا يوميا مسائيا شارك فيه أكثر من مائتي شاعر وقامت لجنة التراث الشعبي بالتنسيق مع أصحاب الحرف القديمة وأصحاب المقتنيات والجامعات والهيئات والمؤسسات الحكومية بعرض المهن القديمة والمقتنيات التراثية في سبعة وخمسين دكانا بالإضافة إلى اثني عشر معرضا.
تقرر في عام 1986 تنظيم فيه ندوة ثقافية كبرى ولأول مرة في جناح الصناعات الوطنية، وإعداد مسابقة للطفل السعودي، مع تقديم معرض للأزياء النسائية القديمة.

### جنادرية 3
شاركت دول مجلس التعاون لدول الخليج العربية لأول مرة المهرجان الوطني الرابع للتراث والثقافة الذي أقيم في 12 شعبان 1408 هـ واستمر أسبوعين وعرضت فيه 60 مهنة وحرفة شعبية من 24 منطقة من مناطق المملكة، كما أقيم 23 معرضا للجهات والمؤسسات الحكومية قدمت فيه نماذج من تلك الجهات وبعض المقتنيات والتحف القديمة وأقيم في جانب من السوق الشعبي أول معرض للكتاب السعودي شاركت فيه ست عشرة هيئة حكومية وإقليمية وكذلك 22 دار نشر سعودية بالإضافة إلى مشاركة دولة قطر بعدد من المطبوعات.
وتم في هذا المهرجان إنشاء مبنى دائم للهيئة الملكية للجبيل وينبع ليكون مقرا ومعرضا لمشاركاتها وجزء من نشاطاتها وأعمالها. كما جرى في المهرجان لأول مرة عرض في الفروسية قدمه 83 خيالا طيلة أيام المهرجان.
وكان موضوع الندوة في ذلك المهرجان هو الفن القصصي وعلاقته بالموروث الشعبي عقد لها ست جلسات نوقش فيها ست ورقات عمل من المثقفين والأدباء السعوديين والعرب وشارك في مناقشتها 28 أديبا ومفكرا سعوديا وعربيا ومستشرقا.
وكذلك كان إعداد لأول جناح من الصناعات الوطنية، وأقيمت أول مسابقة للطفل السعودي، تهتم بالتراث الشعبي السعودي، وإضافة إلى ذلك شهد المهرجان إجراء بعض الإنشاءات الجديدة، مع تطوير وإدخال بعض التعديلات والتحسينات على موقعه، وأقيم أيضاً معرض للأزياء النسائية القديمة.

### جنادرية 4
كان الاهتمام في عام 1988 بإقامة أول معرض لوثائق الملك عبد العزيز، الذي تخلله عرض لأبرز 60 مهنة وحرفة شعبية، من 24 منطقة من مناطق السعودية، وقد أقيم أيضا 23 معرضاً للجهات والمؤسسات الحكومية، علاوة على بعض عروض الفروسية طوال أيام المهرجان وقد شاركت 16 هيئة حكومية وإقليمية، وكذلك 22 داراً للنشر سعودية، مع إضافة مشاركة قطرية في أول معرض كتاب سعودي، وشهد هذا المهرجان إنشاء مبنى دائم للهيئة الملكية في الجبيل وينبع؛ ليكون مقراً ومعرضاً لمشاركتها، مع عرض جزء من أعمالها ونشاطاتها في مهرجان الجنادرية السعودي.

### جنادرية 5
حفل المهرجان الوطني الخامس للتراث والثقافة الذي افتتح في 1 شعبان 1409 هـ (9 مارس 1989) واختتم في 15 شعبان 1409 هـ (23 مارس 1989) بالبرامج والنشاطات المتنوعة الثقافية منها والفنية التراثية، وأقيم في هذا المهرجان لأول مرة معرض للوثائق ضم عددا من الوثائق السياسية والاجتماعية والتاريخية تبرز بوضوح بعضا من تاريخ المملكة وكفاح جلالة الملك عبد العزيز، وشهد المهرجان في جانبه الثقافي 6 ندوات وأمسيتين شعريتين ومحاضرتين، وكانت الندوات عن ظاهرة العودة العالمية للتراث والانتفاضة الفلسطينية والمخدرات وثقافتنا والبث الإعلامي العالمي والحركات الإسلامية المعاصرة بين الإفراط والتفريط، وتميز المهرجان بحضور مسرحي حيث اثبت فيه المسرح السعودي قدرته على التفاعل مع قضايا التراث والمجتمع، ومن جانب النشاط الثقافي في المهرجان معرض الكتاب الذي زاره حوالي 150 ألف زائر وشاركت فيه 36 دار نشر و20 هيئة حكومية.
وتنوعت النشاطات الرياضية في المهرجان وتميزت بأنها ذات طبيعة رياضية قديمة تحيى ألوان التسلية التي يقضى بها الأجداد أيامهم حيث اشتملت المنافسات الرياضية على سباق الهجن السنوي الكبير وعلى الألعاب الشعبية وعروض الفروسية التي أداها فرسان الحرس الوطني.
وتجسدت في القرية الشعبية نماذج استوحيت من البيئة القديمة للمجتمع السعودي ففي الجهة المواجهة للسوق الشعبي قامت الجمال بعمل يومي لجلب الماء من البئر بواسطة السواني.وأقيمت قبالة السوق أيضا منظومة طويلة من المعارض التراثية ومعارض المقتنيات التي شاركت بها الهيئات الحكومية والقطاع الخاص. كما أقيم في هذا المهرجان معرض كبير للفنون يحتوى على لوحات ورسومات للفنانين السعوديين.

### جنادرية 6[6]
واشتمل المهرجان الوطني السادس للتراث والثقافة الذي افتتح في 3 شعبان 1410 هـ واختتم في 17 شعبان 1410 هـ علاوة على نشاطاته السنوية المعهودة مزيد من المشاركات الثقافية والفنية والتراثية لاقت إقبالا جماهيرياً كبيراً.
ففي المجال الثقافي كانت الندوة الثقافية الكبرى عن النص المسرحي وهي الحلقة الثالثة في سلسلة الندوات التي تقام في المهرجان كل عام حول محور رئيسي هو الموروث الشعبي في العالم العربي وعلاقته بالإبداع الفكري والفني وتوجت الندوة في ختام أعمالها بإعلان بيان الجنادرية الذي نوه فيه المشاركون من الأدباء والمفكرين العرب والمسلمين بما يبذله الحرس الوطني من جهود في تطوير الحركة الثقافية.
كما شهد المهرجان الوطني السادس للتراث والثقافة في المجال الثقافي ندوات فكرية وأمسيات شعرية شارك فيها عدد من الشعراء البارزين. وبلغ عدد زوار معرض الكتاب في هذا المهرجان 290 ألف زائر وزائرة، وحظي المهرجان بحضور مسرحي جيد أثبت قدرة المسرح السعودي على التعبير عن قضايا المجتمع وتراثه، وفي قاعة العروض شاهد الجمهور طوال أيام المهرجان جميع العروض الشعبية المعروفة في المملكة التي قدمتها فرق الفنون الشعبية بمناطق المملكة، وضمن النشاط الرياضي أقيم خلال المهرجان سباق بالكراسي للمعوقين وأقيمت مسابقة ماراثون الجنادرية على مضمار سباق الهجن شارك فيه أكثر من ثلاثمائة متسابق، كما شاهد زوار المهرجان الدياسة والطريقة القديمة لعصر السمسم التي كانت تتم بواسطة دوران الجمل حول العصارة.

### جنادرية 7[6]
وتضمن المهرجان الوطني السابع للتراث والثقافة الذي افتتح في 9 / 8 / 1412 هـ وأختتم يوم 23 / 8 / 1412 هـ على نشاطات متنوعة ثقافية وفنية وتراثية وسباقات للهجن شهدت إقبالاً جماهيرياً كبيراً، وأقيمت ضمن نشاطات المهرجان الندوة الثقافية الكبرى عن الموروث الشعبي وأثره على الإبداع الفكري والفني واشتملت على عدد كبير من الجلسات وأوراق العمل والمحاضرات شارك فيها المفكرون والأدباء من المملكة والوطن العربي، كما اشتملت النشاطات الثقافية على عروض مسرحية ومعرض للكتاب ومعرض للوثائق التاريخية وأمسيات شعرية بالإضافة إلى ذلك اشتمل المهرجان على مسابقة للأطفال وبعض الألعاب الشعبية وعرض للحرف اليدوية وشعر الرد.

### جنادرية 8[6]
وتضمن المهرجان الوطني الثامن للتراث والثقافة بالجنادرية العديد من الجوانب والنشاطات المسرحية والعروض الفلكلورية والرقصات الشعبية والندوات والمحاضرات وغيرها من النشاطات الأخرى وافتتح في 15 شوال 1413 هـ وأختتم في 29 شوال 1413 هـ.

### جنادرية 9[6]
وشهد المهرجان الوطني التاسع للتراث والثقافة بالجنادرية الذي افتتح في 18 شوال 1414 هـ واستمر أسبوعين العديد من البرامج والنشاطات المتنوعة الثقافية منها والفنية والتراثية كما شهد إقامة معرض للكتاب على أرض الجنادرية أسهاماً منه في إثراء البعد الفكري والثقافي للمهرجان.

### جنادرية 10[6]
واشتمل المهرجان الوطني العاشر للتراث والثقافة الذي افتتح في 21/5/1415 هـ بالإضافة إلى النشاطات السنوية المعهودة مزيدا من المشاركات الثقافية والفنية والتراثية التي حظيت بإقبال جماهيري كبير. وجاء برنامج النشاط الثقافي حافلا بالندوات الثقافية والفكرية والمحاضرات والأمسيات الفنية والثقافية التي تناولت وناقشت متغيرات الوطن العربي والإسلامي وبحثت في أحوال العرب والمسلمين والتحديات الثقافية والفكرية التي تواجههم في الوقت الراهن. وأتاح المهرجان العاشر المجال للمرأة المشاركة والإسهام في نشاطاته الثقافية إلى جانب ذلك أقيم معرض للكتاب ومعرض للوثائق والصور التي بلغت نحو ثلاثمائة وثيقة وأكثر من 120 صورة.
وشملت وثائق المعرض عدد من الرسائل التي تبودلت في عهد الملك عبد العزيز مع عدد من الأمراء والوزراء ورجال الدول إضافة إلى عدد من المعاهدات والاتفاقات.

### جنادرية 11[6]
وافتتح المهرجان الوطني الحادي عشر للتراث والثقافة في 17 شوال 1416هـ وشملت نشاطاته جوانب متعددة هي مسابقة القرآن الكريم وسباقات الهجن والفروسية والنشاط الثقافي الذي تضمن الندوات والمحاضرات والأمسيات الشعرية والنشاط الفني الذي شمل اوبريت الافتتاح والعروض الفلكلورية والرقصات الشعبية والفنون التشكيلية، بالإضافة النشاط التراثي بأوجهه المختلفة وتميز النشاط الثقافي للمهرجان الوطني الحادي عشر بإقامة أكبر ندوة فكرية حول الإسلام والغرب شارك فيها مفكرون من الغرب ممن عرفوا بالطرح الموضوعي العلمي يقابلهم عدد من مفكري الإسلام وعلمائه.

### جنادرية 12[6]
و حفل المهرجان الوطني الثاني عشر للتراث والثقافة الذي افتتح في 26 شوال 1417 هـ بالإضافة إلى نشاطاته السنوية المعهودة بالكثير من المشاركات الثقافية والفنية والتراثية التي تميزت بإقبال جماهيري كبير فمن مسابقة القرآن الكريم إلى سباقات الهجن والفروسية إلى النشاط الثقافي الذي تضمن الندوات والمحاضرات إضافة إلى النشاط الفني الذي شمل أوبريت الافتتاح والعروض الفلكلورية والرقصات الشعبية والفنون التشكيلية كما شاركت الفرقة الوطنية القطرية للفنون الشعبية في المهرجان لأول مرة.
تميز النشاط الثقافي للمهرجان الوطني الثاني عشر بإقامة عدد كبير من الندوات والمحاضرات شارك فيها نخبة من رجال الفكر والاقتصاد والسياسة تركزت حول الإسلام والغرب.
شهد دور المرأة في نشاط المهرجان الوطني للتراث والثقافة تطورا ملموسا حيث لم يقتصر الأمر على مشاركة المرأة التراثية والفلكلورية خلال هذا المهرجان بل تطور دورها حتى أصبح لها نشاط ثقافي تشرف عليه وتعده اللجنة الثقافية في المهرجان شمل الندوات والمحاضرات المختلفة.

### جنادرية 13[6]
وتضمن المهرجان الوطني الثالث عشر للتراث والثقافة الذي افتتح في 6 ذو القعدة 1418هـ بالإضافة إلى نشاطاته السنوية المعهودة مزيد من المشاركات الثقافية والفنية والتراثية التي حظيت بإقبال جماهيري كبير، كما حفل برنامج النشاط الثقافي على العديد من الندوات الثقافية والفكرية والمحاضرات والأمسيات الفنية والثقافية. وأتاح المهرجان الثالث عشر المجال للمرأة للمشاركة والإسهام في نشاطاته الثقافية المتعددة والمتنوعة إلى جانب ذلك أقيم معرض للكتاب ومعرض للوثائق والصور.

### جنادرية 14[6]
وأتى المهرجان الوطني الرابع عشر للتراث والثقافة الذي افتتح في 6 ذو القعدة 1419 هـ امتدادا للمهرجانات السابقة وحدثا استثنائيا في كل شيء حيث تزامن مع مناسبة عزيزة على كل مواطن في هذه البلاد وهي الذكرى المئوية لتأسيس المملكة العربية السعودية على يد جلالة الملك عبدالعزيز بن عبد الرحمن بن فيصل آل سعود، لتأخذ نشاطات المهرجان بعدا تنظيمياً وبرامجياً وتجهيزياً ونشاطياً مختلفا يتواكب وحجم المناسبة الخالدة، وحيث أن هذا المهرجان أقيم في ذكرى تأسيس الدولة على يد الملك عبد العزيز ورجاله لذلك توشح بهذه المناسبة المئوية وتمحورت كل نشاطاته حولها، وتضمن برنامج المهرجان بالإضافة إلى العرضة السعودية أوبريتاً تحت عنوان فارس التوحيد وهو ملحمة شعرية غنائية وحدث فني لما جسده من ملحمة الجهاد والتوحيد والبناء، في عرض درامي مثير تكامل فيه الإبداع الشعري والتقنية المتعددة في الإخراج والإبهار، وكان هذا العمل الفني الكبير عبارة عن مسرحية شعرية غنائية استعراضية صاغها كلماتها صاحب السمو الملكي الأمير بدر بن عبدالمحسن ولحنها الفنان محمد عبده وأداها كل من طلال مداح ومحمد عبده وعبادي الجوهر وعبدالمجيد عبد الله.

### جنادرية 15[6]
كما شهد النشاط الثقافي المهرجان الوطني الخامس عشر للتراث والثقافة بالجنادرية عدة ندوات ومحاضرات وأمسيات شعرية كان أبرزها اختيار موضوع الإسلام والشرق محورا رئيسيا له ومشاركة نسائية من خلال النشاط النسائي الذي أقيم على قاعات مكتبة الملك عبد العزيز العامة حيث كان من أبرزها ندوة أقيمت تحت عنوان المرأة المسلمة من أدبيات النهضة والتنوير نقد وتقويم، وكذلك ندوة الأسرة المسلمة من خضم العولمة الذي جسد ما تملكه المرأة السعودية من قدرة على العطاء الفكري والأدبي والعلمي والثقافي بشكل واضح، وقدر عدد زوار المهرجان الوطني الخامس عشر للتراث والثقافة منذ افتتاحه يوم الأربعاء 26 شوال 1420 هـ إلى آخر يوم وهو الخامس من ذي القعدة من عام 1420 هـ أكثر من مليون وستمائة ألف زائر.

### جنادرية 16[6]
وتضمنت نشاطات المهرجان الوطني السادس عشر للتراث والثقافة الذي افتتح في 22 شوال 1421 هـ بالإضافة إلى الأمسيات الثقافية والأدبية والتراثية التي تعكس حضارة وهوية وثقافة هذه البلاد التي تميزت بإقبال جماهيري كبير مسابقة للقرآن الكريم وسباق للهجن واوبريتا غنائيا من كلمات الشاعر مساعد بن ربيع الرشيدي وألحان الفنان رابح صقر وشارك في أدائه لأول مرة عدد من الفنانين من دول مجلس التعاون لدول الخليج العربية وهم أحمد الجميري من مملكة البحرين ومحمد المازم من الإمارات العربية المتحدة ومحمد المسباح من دولة الكويت وناصر صالح من دولة قطر وسالم بن على من سلطنة عمان إلى جانب الفنانين السعوديين محمد عبده وعبدالمجيد عبدالله ورابح صقر. وشهد المهرجان مشاركة دولة البحرين الشقيقة بمتحف داخل السوق الشعبي يحتوى على نماذج لبعض الصناعات والحرف اليدوية السائدة في البحرين قديما إضافة إلى مشاركة دولة قطر في مقهى يمثل الحياة البحرية وكذلك بيت من الشعر يمثل حياة البادية في قطر. وأقيم خلال المهرجان معرض للكتاب شاركت فيه 22 جهة حكومية وأهلية ومؤسسات تعليمية وعلمية بالإضافة إلى مشاركة دولة قطر الشقيقة بعدد من المطبوعات.
كما أقيم معرض للفن التشكيلي تم فيه طرح قضية القدس وانتفاضة الأقصى ومعرض مسرحي يقام لأول مرة على مستوى المملكة إلى جانب إقامة خمسة عشر عرض مسرحي من مختلف مناطق المملكة.

### جنادرية 17
استمرت فعاليات التطوير في عام 2002، حيث تضمنت الأنشطة العديد من العروض والندوات الثقافية والفنية والتراثية والفلكلورية، فضلاً عن النشاطات والفعاليات الرياضية كسباق الهجن.

### جنادرية 18[6]
تم خلال حفل افتتاح المهرجان الوطني الثامن عشر للتراث والثقافة تكريم عدد من رجال الأعمال لتميزهم وإسهاماتهم في خدمة وطنهم وهم: صاحب السمو الملكي الأمير عبد الله الفيصل والأستاذ سعد بن محمد المعجل والأستاذ محمد بن صالح بن سلطان.
كما تم تكريم الأديب السعودي الأستاذ أحمد بن على المبارك في إطار مشروع المهرجان السنوي تكريم شخصية سعودية، وفي يوم الخميس 6 ذي القعدة أقيم حفل افتتاح النشاط الثقافي حيث ألقى الشاعر الدكتور ناصر الزهرانى قصيدة شعرية ثم أقيمت ندوة تكريم شخصية سعودية وكرم خلالها الأديب الأستاذ أحمد علي المبارك وشارك فيها كل من الأستاذ حمد القاضي مدير الندوة والدكتور خالد بن سعود الحليبي مشاركا والأستاذ إبراهيم الفزيع مشاركا والأستاذ عبد الله سعد العبد الهادي مشاركا والأستاذ أحمد سالم باعطب مشاركا.
وتضمن النشاط الثقافي عدداً من الندوات والمحاضرات والأمسيات الشعرية والمسرحيات إلى جانب معرض للكتاب شارك فيه العديد من الجهات الحكومية ودور النشر السعودية كما أقيمت في المهرجان مسابقة القرآن الكريم.
أما النشاط الثقافي النسائي فكان حافلا بالندوات والمحاضرات والأمسيات الأدبية.

### جنادرية 19[6]
في يوم الأربعاء 22 شوال 1424 هـ انطلقت فعاليات المهرجان الوطني التاسع عشر للتراث والثقافة، وشملت فعاليات المهرجان العديد من النشاطات التراثية والثقافية فقد شهد اليوم الأول من المهرجان انطلاق سباق الهجن السنوي الكبير الذي شارك فيه عدد من دول مجلس التعاون لدول الخليج العربية، وتضمن حفل الافتتاح أوبريت الجنادرية عرين الأسد الذي تقوم فكرته على استعراض مراحل قيام الدولة السعودية والتحولات السياسية والاجتماعية التي واكبتها، وكتب الأوبريت الأمير خالد بن سعود الكبير ووضع ألحانه الفنان محمد المغيص وأداه الفنانون محمد عبده ومحمد عمر وعبدالمجيد عبد الله وخالد عبد الرحمن، وأخرج العرض المخرج السعودي فطيس بقنة الذي قدم أيضا رؤية متكاملة مع النص الشعري واللحن، وتضمن حفل الافتتاح قصيدة الشاعر الأستاذ محمد عبد الله المسيطير وقصيدة نبطية للواء خلف بن هذال كما تم خلال الحفل تكريم محمد بن ناصر العبودي.
واختير الموضوع الرئيسي للمهرجان إصلاح البيت العربي إلى جانب مجموعة من الندوات والمحاضرات والأمسيات الشعرية. وكان الجديد في النشاط التراثي في المهرجان الوطني التاسع عشر للتراث والثقافة مشاركة وزارة الخارجية ووزارة البترول والثروة المعدنية (وزارة الطاقة حاليا) وتجهيز مبنى لوزارة الدفاع والطيران (وزارة الدفاع حاليا) ومبنى إمارة منطقة جازان، وتم إضافة دكاكين تمثل منطقة الحجاز وإنشاء مبنى لمدرسة الكتاتيب في السوق الشعبي وإعادة تصميم بوابة السوق الشعبي. تضمن النشاط المسرحي 21 عرضا مسرحيا من مختلف مناطق المملكة، وأقيمت العروض المسرحية على مسرح الملك فهد الثقافي ومركز التقنية التابع للمؤسسة العامة للتعليم الفني.
وأقامت مكتبة الملك عبد العزيز العامة بالرياض في قرية الجنادرية المعرض الفوتوغرافي الدولي معرض الأرض من السماء طوال فترة المهرجان حيث قام المصور العالمي يان ارتوس برتوان بتسليط الضوء على حالة الكرة الأرضية في مطلع الألفية الثالثة من خلال صور مأخوذة من الجو.
وبلغ عدد الجهات الحكومية المشاركة بالمهرجان 49 جهة و3 مشاركات من دول مجلس التعاون الخليجي كما بلغ عدد الحرف اليدوية المعروضة في قرية الجنادرية 237 حرفة يدوية بالإضافة إلى عروض الورد والعود والمأكولات الشعبية وبالنسبة للأوبريت الذي استمر 50 دقيقة بمشاركة 490 عارضا و20 طفلا و10 فرق موسيقى بمجموع 730 مشارك ويبلغ عدد الضيوف المدعوين للمهرجان 114 ضيفا من المملكة و90 ضيفا من خارج المملكة.

### جنادرية 20[6]
وأقيمت خلال فعاليات المهرجان الوطني العشرين للتراث والثقافة الذي افتتح في 14 محرم 1426 هـ مسابقة خادم الحرمين الشريفين الملك عبد الله بن عبد العزيز لحفظ القرآن الكريم والسنة النبوية للطلاب والطالبات في إطار الفعاليات الثقافية بمشاركة 2000 طالب وطالبة من المدارس بالمملكة بهدف ربط النشء بكتاب الله الكريم وإيجاد روح التنافس على حفظه وتلاوته وشهدت المسابقة تطورا نوعيا من حيث المسمى والمضمون إذ أضيف إليها فرع السنة النبوية. وشهد اليوم الأول من المهرجان سباق الهجن السنوي الكبير الحادي والثلاثين.
وتضمن حفل الافتتاح الخطابي للمهرجان أوبريت الجنادرية وهو بعنوان وطن المجد وتمت صياغته وفق رؤية شعرية وفنية تعايش واقع الأمة وكتب كلماته الشاعر الحميدي الحربي وصاغ ألحانه الفنان ناصر الصالح وأداه الفنانون محمد عبده وعبد المجيد عبد الله وراشد الماجد ورابح صقر وراشد الفارس والرؤية الإخراجية للأوبريت للمخرج السعودي فطيس بقنة بمشاركة أكثر من 400 شخص يمثلون الفرق الشعبية.
كما أقيمت خلال الاوبريت لوحة استعراضية بمناسبة مرور عشرين عاما على انطلاق المهرجان استعرضت أهم ملامح هذه التظاهرية الوطنية على مدى العقدين الماضيين ولوحة أخرى عن الإرهاب وضع السيناريو والحوار لها محمد عابس ويشارك في أدائها الممثلون إبراهيم الحساوي ومحمد العيسى وفايز المالكي. وتضمن حفل الافتتاح كذلك قصيدة فصحى وأخرى نبطية وتكريم الشخصية السعودية الثقافية لهذا العام وهو الأديب الشاعر عبد الله بن على الجشي، كما تم تكريم رجل الأعمال الأستاذ إسماعيل أبو داوود واختير موضوع المعرفة والتنمية ليكون عنوانا لندوة الدورة العشرين للمهرجان في إطار فعاليات النشاط الثقافي وشارك فيها خمسون عالما وأديبا ومتخصصا من داخل المملكة وخارجها.
وأقيمت نشاطات ثقافية أخرى منها 16 مسرحية وندوة مسرحية ومعرض العشرينية الخاصة بمناسبة مرور عشرين عاماً على المهرجان إلى جانب إقامة معرض للفنون التشكيلية ومعرض الكتاب بمشاركة القطاعات الحكومية ودور النشر بالمملكة. وخصص للنساء نشاطات ثقافية أقيمت في قاعة المحاضرات بمركز الملك عبد العزيز التاريخي بالمربع.

### جنادرية 21[6]
افتتح الملك عبد الله بن عبد العزيز آل سعود مساء الأربعاء 16 محرم 1427هـ الموافق 15 فبراير 2006م المهرجان الوطني للتراث والثقافة «الجنادرية» في دورته الحادية والعشرين. وفي عام 2006 شهدت العديد من الفعاليات والأنشطة الثقافية والفنية والتراثية والرياضية، وندوات وأمسيات شعرية، علاوة على سباق الهجن السنوي.

### جنادرية 22[6]
افتتح الملك عبد الله بن عبد العزيز آل سعود في 26 محرم 1428هـ الموافق 14 يناير 2007م المهرجان الوطني للتراث والثقافة «الجنادرية» في دورته الثانية والعشرين. وفي عام 2007 حفلت هذه النسخة من المهرجان بالكثير من الفعاليات والأنشطة الثقافية والفنية والتراثية
والرياضية، وتنوعت بين ندوات ومحاضرات فكرية، وأمسيات شعرية، وكذلك معارض الصور والوثائق، فضلاً عن سباق الهجن السنوي

### جنادرية 23[6]
افتتح الملك عبد الله بن عبد العزيز آل سعود الأربعاء 27 صفر 1429 هـ المهرجان الوطني للتراث والثقافة «الجنادرية» في دورته الثالثة والعشرين.

### جنادرية 24[6]
افتتح الملك عبد الله بن عبد العزيز آل سعود الأربعاء 7 ربيع الأول 1430هـ حفل افتتاح المهرجان الوطني للتراث والثقافة «الجنادرية» في دورته الرابعة والعشرين.

### جنادرية 25[6]
في يوم الأربعاء الأول من شهر ربيع الآخر 1431 هـ رعى الملك عبد الله بن عبد العزيز آل سعود حفل انطلاق المهرجان الوطني للتراث والثقافة في دورته الخامسة والعشرين، حيث افتتح الملك عبد الله بن عبد العزيز آل سعود وجلالة الملك حمد بن عيسى آل خليفة ملك مملكة البحرين معرض الصور المقام بمناسبة مرور 25 عاماً على انطلاقة المهرجان الوطني للتراث والثقافة بالجنادرية. وشاركت الجمهورية الفرنسية في جنادرية 25 كضيف شرف المهرجان وشمل النشاط الثقافي العديد من الندوات والمحاضرات التي كان من أبرزها ندوة حول رؤية الملك عبد الله بن عبد العزيز للحوار والسلام وقبول الأخر.

### جنادرية 26[6]
افتتح الملك عبد الله بن عبد العزيز الأربعاء 9 جمادى الأولى 1432هـ الموافق 13 أبريل 2011م المهرجان الوطني للتراث والثقافة «الجنادرية» في دورته السادسة والعشرين.

### جنادرية 27
افتتح الملك عبد الله بن عبد العزيز الأربعاء 16 ربيـع الأول 1433هـ الموافق 8 فبراير 2012م المهرجان الوطني للتراث والثقافة «الجنادرية» في دورته السابعة والعشرين، حيث اقتصر الافتتاح على سباق الهجن، وأمر الملك عبد الله حينها بإلغاء الأوبريت المصاحب للمهرجان، وذلك تضامنا من المملكة العربية السعودية ملكا وحكومة وشعبا مع الشعب السوري، وتداعيات الأحداث التي تشهدها بعض البلدان العربية خاصة في مصر، تونس، اليمن وليبيا.

### جنادرية 28
افتتح الخميس 23 جمادى الأولى 1434 هـ الموافق 4 أبريل 2013م حفل افتتاح المهرجان الوطني للتراث والثقافة «الجنادرية» في دورته الثامنة والعشرين. وفي عام 2013 تضمنت عدداً وفيراً من الفعاليات الثقافية والفكرية، بمشاركة أكثر من 300 مفكر وأديب عالمي، إضافة إلى معرض للفنون التشكيلية، فضلاً عن إقامة سباق الهجن السنوي.

### جنادرية 29
نيابة عن الملك عبد الله بن عبد العزيز آل سعود افتتح صاحب السمو الملكي الأمير سلمان بن عبدالعزيز آل سعود ولي العهد نائب رئيس مجلس الوزراء وزير الدفاع -حينها- في يوم الأربعاء 12 ربيع الآخر 1435 الموافق 12 فبراير 2014م المهرجان الوطني للتراث والثقافة «الجنادرية» في دورته التاسعة والعشرين.
في عام 2014 شهد الافتتاح أوبريت غنائي وأقيمت على هامش المهرجان مجموعة من الفعاليات الثقافية والفكرية بمشاركة حشد كبير من الأدباء والمفكرين، إضافة إلى معرض للفنون التشكيلية، فضلاً عن إقامة سباق الهجن السنوي

### جنادرية 30
دشن الملك سلمان بن عبد العزيز آل سعود الدورة الثلاثين لمهرجان الجنادرية بتاريخ 3 فبراير 2016م، ويهدف المهرجان إلى استرجاع العادات والتقاليد، والمواءمة بين الموروث الشعبي والتقدّم الحضاري، وحلّت ألمانيا كضيف شرف للمهرجان.
في عام 2016، افتتحت الدورة في 3 فبراير، وشهدت جملة من الفعاليات الثقافية والفكرية والتراثية، إضافة إلى الفنية والرياضية وحلت ألمانيا ضيف على المهرجان بتخصيص جناح لها تحت شعار «ألمانيا - بلد الأفكار: للابتكار تقاليد»، تجول فيه الزائر داخل أروقة التاريخ الألماني بين الماضي والحاضر والمستقبل.

### جنادرية 31
رعى الملك سلمان بن عبد العزيز آل سعود حفل افتتاح الدورة الحادية والثلاثين لمهرجان الجنادرية بتاريخ 1 فبراير 2017م، وحلت مصر ضيفاً على هذه النسخة من المهرجان، وكانت مصر ضيف شرف المهرجان.
وألغي الأوبريت تضامناً مع الجنود في الحد الجنوبي للبلاد ومع الأوضاع الصعبة التي تمر بها الدول العربية والإسلامية.

### جنادرية 32
رعى الملك سلمان بن عبد العزيز آل سعود حفل افتتاح الدورة الثانية والثلاثين لمهرجان الجنادرية بتاريخ 7 فبراير 2018م، وزار المهرجان أكثر من مليوني زائر.، وحلت الهند كضيف شرف للمهرجان.

### جنادرية 33
تقدّم موعد افتتاح الجنادرية 33 إلى 20 ديسمبر 2018م، ورعاه الملك سلمان بن عبد العزيز آل سعود، وتم استضافة إندونيسيا كضيف شرف لهذه الدورة من المهرجان.

## أهداف الجنادرية[16]
1. التأكيد على القيم الدينية والاجتماعية التي تمتد جذورها في أعماق التاريخ لتصور البطولات الإسلامية لاسترجاع العادات والتقاليد الحميدة التي حث عليها الدين الإسلامي الحنيف.
2. إيجاد صيغة للتلاحم بين الموروث الشعبي بجميع جوانبه وبين الإنجازات الحضارية التي تعيشها المملكة العربية السعودية
3. والعمل على إزالة الحواجز الوهمية بين الإبداع الأدبي والفني وبين الموروث الشعبي.
4. تشجيع اكتشاف التراث الشعبي وبلورته بالصياغة والتوظيف في أعمال أدبية وفنية ناجحة.
5. الحث على الاهتمام بالتراث الشعبي ورعايته وصقله والتعهد بحفظه من الضياع وحمايته من الإهمال.
6. العمل على صقل قيم الموروث الشعبي ليدفع برموزه إلى واجهة المخيلة الإبداعية ليكون في متناول المبدعين خيارات من موروثاتهم الفنية بألوان الفن والأدب.
7. تشجيع دراسة التراث للاستفادة من كنوز الايجابيات كالصبر وتحمل المسئولية والاعتماد على الذات لتدعيمها والبحث في وسائل الاستغلال الأمثل لمصادر البيئة المختلفة.
8. العمل على التعريف بالموروث الشعبي بواسطة تمثيل الأدوار والاعتماد على المحسوس حتى تكون الصورة أوضح وأعمق، وإعطاء صورة حية عن الماضي بكل معانية الثقافية والفنية.

## الفعاليات
تبدأ فعاليات المهرجان بحفل الافتتاح الرئيسي، وبعدها تتنوع الفعاليات المقامة، أبرزها:
- سباق الهجن.[15]
- الأوبريت[17]
- سباق الفروسية والتحمل.
- الشعر الشعبي.
- السوق الشعبي.[18]
- الفنون والألعاب الشعبية.
- العروض التراثية لإمارات المناطق.
- الأزياء الشعبية.
- معرض الكتاب.
- مركز الوثائق والصور.
- مؤسسات حكومية وشركات
- استضافة دولة من دول العالم للمشاركة في المهرجان.

## ضيوف الشرف
- جنادرية 24 ضيف الشرف روسيا
- جنادرية 25 ضيف الشرف الجمهورية الفرنسية
- جنادرية 26 ضيف الشرف اليابان
- جنادرية 27 ضيف الشرف كوريا الجنوبية
- جنادرية 28 ضيف الشرف جمهورية الصين
- جنادرية 29 ضيف الشرف دولة الإمارات العربية المتحدة
- جنادرية 30 ضيف الشرف ألمانيا
- جاندرية 31 ضيف الشرف جمهورية مصر العربية
- جنادرية 32 ضيف الشرف جمهورية الهند
- جنادرية 33 ضيف الشرف إندونيسيا

## شخصيةالعام
- جنادرية 18 شخصية العام الأديب السعودي الأستاذ أحمد بن على المبارك
- جنادرية 21 شخصية العام الأستاذ عبد الله عبد الجبار
- جنادرية 23 معالي الشيخ عبدالعزيز بن عبدالمحسن التويجري
- جنادرية 24 معالي وزير الدولة الدكتور عبدالعزيز بن عبد الله الخويطر
- جنادرية 25 الأديب عبدالله بن إدريس
- جنادرية 29 شخصية العام سعد بن عبد الرحمن البواردي، عبد الله بن أحمد شباط

## الأوبريت الغنائي
كانت بداية الأوبريت في مهرجان الجنادرية من خلال الدورة الخامسة للمهرجان في عام 1409 هـ 1988 ميلادي وشارك فيه العديد من الشعراء والملحنين والفنانين من السعودية (فقط).
وفيما يالى رصد لما تم تقديمه من أوبريتات في مهرجانات الجنادرية السابقة:

### جنادرية 6 مولد أمة 1410 هـ
- كلمات: الشاعر الأمير سعود بن عبد الله
- ألحان: محمد شفيق
- أداء:

1. الفنان طلال مداح
2. الفنان محمد عبده

القصائد:
- قصيدة داري اللي: كلمات الشاعر فهد بن دحيم
- قصيدة نحمد الله: كلمات الشاعر عبد الرحمن الصفيان
- قصيدة الله البادي ثم مجد بلادي: كلمات الشاعر الأمير بدر بن عبد المحسن

### جنادرية 7 وقفة حق 1412 هـ
- كلمات: الشاعر الأمير بدر بن عبد المحسن
- ألحان: محمد شفيق
- أداء:

1. الفنان طلال مداح
2. الفنان محمد عبده

### جنادرية 8 أرض الرسالات والبطولات 1413 هـ
- كلمات: غازي القصيبي
- ألحان: محمد عبده
- غناء:

1. طلال مداح
2. محمد عبده

### جنادرية 9 التوحيد 1414 هـ
- كلمات: الأمير خالد الفيصل
- ألحان: الموسيقار سراج عمر
- غناء:

1. طلال مداح
2. محمد عبده
3. عبد الله رشاد
4. عبد المجيد عبد الله
5. راشد الماجد

### جنادرية 10 دولة ورجال 1415 هـ
- كلمات: خلف بن هذال العتيبي
- ألحان: د. عبد الرب إدريس
- غناء:

1. طلال مداح
2. محمد عبده
3. سلامة العبد الله
4. عبد المجيد عبد الله
5. راشد الماجد

### جنادرية 11 عرايس المملكة 1416 هـ
- كلمات: إبراهيم خفاجي
- ألحان: محمد عبده
- غناء:

1. طلال مداح
2. محمد عبده
3. عبد المجيد عبد الله
4. راشد الماجد

### أوبريت جنادرية 12 كفاح أجيال 1417 هـ
- كلمات: صالح الشادي
- ألحان: محمد شفيق
- غناء:

1. طلال مداح
2. محمد عبده
3. عبادي الجوهر
4. علي عبد الكريم
5. عبد الله رشاد
6. عبد المجيد عبد الله
7. رابح صقر

### أوبريت جنادرية 13 كــتاب مجد بلادنا 1418 هـ
- كلمات: الأميرعبد الرحمن بن مساعد
- ألحان: محمد شفيق
- غناء:

1. طلال مداح
2. محمد عبده
3. عبد الله رشاد
4. عبد المجيد عبد الله

اوبريت غنائي خطابي، قام بدور الراوي للسرد التاريخي الإعلامي الدكتور حسين نجـار
الفنانون الملقون :
- عبد العزيز الحماد
- محمد الطويان
- راشد الشمراني

### أوبريت جنادرية 14 ملحمة فارس التوحيد 1419 هـ
هو أول أوبريت يضم صوت نسائي من الخليج وهي الفنانة نوال الكويتية.
- كلمات: الأمير بدر بن عبدالمحسن
- ألحان: محمد عبده
- غناء:

1. طلال مداح
2. محمد عبده
3. عبادي الجوهر
4. عبد المجيد عبد الله
5. نوال الكويتية

هذا الأوبريت ملحمي قصصي غنائي، كان الرواة فيه:
- الأمير بدر بن عبد المحسن
- راشد الشمراني

شارك في الملحمة الدرامية كبار نجوم الدراما السعودية وهم على سبيل المثال لا الحصر :
- حسن دردير
- بكر الشدي
- يوسف الجراح
- محمد العيسى
- عبد الإله السناني
- راشد الشمراني
- عبد العزيز الحماد
- محمد الطويان
- عبد الرحمن الخريجي
- بشير الغنيم
- علي الغوينم

### أوبريت جنادرية 15 أمجاد الموحد 1420 هـ
لأول مرة يتم اختيار الشاعر من ضمن العديد الذين تقدموا بناء على إعطاء الفرصة للشباب والمشاركة في الأوبريت.
- كلمات: عبيد بن دخيل الله الدبيسي
- ألحان: صالح الشهري
- غناء:

1. طلال مداح
2. محمد عبده
3. عبادي الجوهر
4. عبد المجيد عبد الله
5. خالد عبد الرحمن
6. رابح صقر
7. راشد الفارس

وهو آخر أوبريت يشارك فيه الفنان الراحل طلال مداح.

### أوبريت جنادرية 16 خليج الخير 1421 هـ
- كلمات: مساعد الرشيدي
- ألحان: رابح صقر
- غناء:

السعودية
- محمد عبده
- عبد المجيد عبد الله
- رابح صقر

البحرين
- أحمد الجميري

الإمارات
- محمد المازم

الكويت
- محمد المسباح

سلطنة عُمان
- سالم علي

قطر
- ناصر صالح

وكان مخصصاً لدول مجلس التعاون الخليجي.

### أوبريت جنادرية 17 أنشودة العروبة 1422 هـ
أوبريت عربي
- كلمات غازي القصيبي
- ألحان محمد عبده
- غناء:

السعودية
- محمد عبده
- عبد المجيد عبد الله

المغرب
- عبد الهادي بالخياط

اليمن
- أحمد فتحي

سورية
- نور مهنا

العراق
- مهند محسن

الكويت
- شادي الخليج

المشهد التمثيلي:
- أداء دور القائد صلاح الدين الأيوبي الفنان السوري رشيد عساف
- إخراج المخرج السوري العالمي نجدت إسماعيل أنزور

### أوبريت جنادرية 18 خيول الفجر 1423 هـ
هو أول أوبريت غير موسيقي حيث تم استبدال الموسيقى بالإيقاعات.
- كلمات عبد الرحمن العشماوي
- ألحان عبدالرب إدريس
- غناء:

السعودية
- محمد عبده

الكويت
- أحمد الحريبي

سورية
- صباح فخري

مصر
- المنشد إبراهيم حافظ

### أوبريت جنادرية 19 عرين الأسد 1424 هـ
- كلمات: الأمير خالد بن سعود الكبير
- ألحان: محمد المغيص
- غناء:

1. محمد عبده
2. محمد عمر
3. خالد عبد الرحمن
4. عبد المجيد عبد الله

### أوبريت جنادرية 20 وطن المجد 1426 هـ
- كلمات: الحميدي الحربي
- ألحان: ناصر الصالح
- غناء:

1. محمد عبده
2. عبد المجيد عبد الله
3. راشد الماجد
4. رابح صقر
5. راشد الفارس
6. ناصر الصالح

الفنانون الملقون:
- إبراهيم الحساوي
- فايز المالكي
- محمد العيسى

### أوبريت جنادرية 21 وفاء وبيعـة 1427 هـ
وهو أول أوبريت شهد ظهور الأطفال حيث تغنوا بأغنية (بابا عبد الله)
- كلمات: فهد المبدل
- ألحان: عبدالرب إدريس
- غناء:

1. محمد عبده
2. عبد المجيد عبد الله
3. راشد الماجد
4. عباس إبراهيم

### أوبريت جنادرية 22 أرض المحبة والسلام 1428 هـ
- كلمات: خلف الخلف
- ألحان: رابح صقر
- غناء:

1. محمد عبده
2. خالد عبد الرحمن
3. عبادي الجوهر
4. عباس إبراهيم

بالإضافة إلى المطربة البحرينية هند.
الفنانون الملقون:
- مطرب فواز
- مريم الغامدي

### أوبريت جنادرية 23 عهد الخير 1429 هـ
- كلمات: الأمير سعد بن سعود بن محمد «منادي»
- ألحان: صالح الشهري
- غناء:

1. محمد عبده
2. عبد المجيد عبد الله
3. راشد الماجد
4. رابح صقر
5. عباس إبراهيم
6. راشد الفارس

### أوبريت جنادرية 24 وطن الشموس 1430 هـ
- كلمات: الأمير بدر بن عبدالمحسن
- ألحان: عبدالرب إدريس
- غناء:

1. محمد عبده
2. عبد المجيد عبد الله
3. راشد الماجد
4. عباس إبراهيم

بالإضافة إلى أماني سويسي
الفنانون الملقون:
- راشد الشمراني
- حسن عسيري

### أوبريت جنادرية 25، وحدة وطن 1431 هـ
- كلمات: خالد التويجري
- ألحان: ماجد المهندس وناصر الصالح
- غناء:

1. محمد عبده
2. راشد الماجد
3. عبد المجيد عبد الله
4. عباس إبراهيم
5. ماجد المهندس

وكصوت نسائي الفنانة يارا والفنانة فدوى المالكي بالإضافة إلى الطفل خالد الجيلاني.

### أوبريت جنادرية 26، فرحة وطن 1432 هـ
- كلمات: عبد الله الشريف
- الحان: صالح الشهري ورابح صقر
- غناء :

1. محمد عبده
2. عبد المجيد عبد الله
3. راشد الماجد
4. عباس إبراهيم
5. رابح صقر

### أوبريت جنادرية 28، قبلة النور 1434 هـ
- كلمات: مستورة ضويعن الاحمدي ونجلا جمال المحيا
- ألحان: خالد العليان
- غناء:

1. محمد عبده
2. خالد عبدالرحمن
3. راشد الماجد
4. ماجد المهندس

وكصوت نسائي الفنانة فاتن هلال بك

### أوبريت جنادرية 29، كوكب الأرض 1435 هـ
- كلمات: عبدالله أبو راس
- ألحان: ناصر الصالح
- غناء:

1. محمد عبده
2. عبد المجيد عبد الله
3. راشد الماجد
4. ماجد المهندس

### أوبريت جنادرية 30، 1436 هـ[19]
- بعنوان «وطن الحلم»
- كلمات: فهد المساعد
- ألحان: ماجد المهندس
- غناء:
- راشد الماجد
- محمد عبده
- عبد المجيد عبد الله
- ماجد المهندس
- ماجد المدني
- نايف البدر
- جابر الكاسر
- محمد المشعل

وألغي المهرجان بسبب وفاة الملك عبدالله

### أوبريت جنادرية 31، 1437 هـ
جاء مهرجان «الجنادرية 31» بدون أوبريت غنائي، تقديراً لأبطال الحد الجنوبي، ولما تمر به شعوب بعض البلدان العربية والإسلامية

### أوبريت جنادرية 32، 1438 هـ
- بعنوان أئمة وملوك
- كلمات: بدر بن عبد المحسن بن عبد العزيز آل سعود
- ألحان: ياسر أبو علي
- غناء:
  - محمد عبده
  - عبد المجيد عبد الله
  - راشد الماجد
  - رابح صقر
  - ماجد المهندس
  - راشد الفارس

### أوبريت الجنادرية 33، 1440هـ[17]
- بعنوان «تدلل يا وطن»
- كلمات: فهد عافت
- ألحان: د. طلال
- غناء:
- محمد عبده
- راشد الماجد
- مزعل فرحان